# Baba Batra
Baba Batra of Bava Batra (Hebreeuws: בבא בתרא, letterlijk laatste poort) is het derde traktaat (masechet) van de Orde Neziekien (Seder Neziekien) van de Misjna en de Talmoed. Het beslaat tien hoofdstukken.
Het traktaat Baba Batra behandelt erfrecht en civiel recht.
Baba Batra bevat Gemara (rabbijns commentaar op de Misjna) in zowel de Babylonische als de Jeruzalemse Talmoed. Het traktaat bevat 176 folia in de Babylonische Talmoed en 34 in de Jeruzalemse Talmoed.
De folia 14b/15a geven de traditionele kijk op de totstandkoming van de canon van de Tenach.